# Premier district congressionnel du Maryland
Le 1er district congressionnel du Maryland englobe toute la côte est du Maryland, y compris Salisbury, ainsi que le comté de Harford et des parties du comté de Baltimore ; c'est le plus grand district congressionnel de l'État géographiquement, couvrant onze comtés (en tout ou en partie).
Le district est actuellement représenté par le Républicain Andy Harris, qui a battu le titulaire démocrate Frank M. Kratovil Jr. en 2010. Le district a fait l'objet d'un boycott en 2014 à la suite d'une législation introduite par Harris annulant une loi du district de Columbia décriminalisant la possession de marijuana. Avec un indice CPVI de R + 11, c'est le seul district à tendance républicaine du Maryland.

## Géographie
| #  | Comté        | Siège         | Population |
| -- | ------------ | ------------- | ---------- |
| 5  | Baltimore    | Towson        | 844 703    |
| 11 | Caroline     | Denton        | 33 593     |
| 15 | Cecil        | Elkton        | 105 672    |
| 19 | Dorchester   | Cambridge     | 32 879     |
| 25 | Harford      | Bel Air       | 264 644    |
| 29 | Kent         | Chestertown   | 19 303     |
| 35 | Queen Anne's | Centreville   | 52 508     |
| 39 | Somerset     | Princess Anne | 24 910     |
| 41 | Talbot       | Easton        | 37 823     |
| 45 | Wicomico     | Salisbury     | 104 800    |
| 47 | Worcester    | Snow Hill     | 54 171     |

### Villes de 10 000 habitants ou plus
- Bel Air South - 57 648
- Middle River - 33 203
- Salisbury - 33 050
- Bel Air North - 31 841
- Perry Hall - 29 409
- Elkton - 27 028
- Edgewood - 25 713
- Easton - 17 101
- Aberdeen - 16 254
- Havre de Grace - 14 807
- Joppatowne - 13 425
- Cambridge - 13 096
- Honeygo - 12 927
- Ocean Pines - 12 145
- Bel Air - 10 661
- White Marsh - 10 287

### Villes de 2 500 - 10 000 habitants
- Fallston - 9 306
- Stevensville - 7 442
- Riverside - 7 021
- Ocean City - 6 844
- Fruitland - 5 534
- Chestertown - 5 532
- Hampton - 5,180
- Berlin - 5 026
- Chester - 5 003
- West Ocean City - 4 952
- Denton - 4 848
- Abingdon - 4 826
- Centreville - 4 727
- Perryville - 4 391
- Kingsville - 4 358
- Pocomoke City - 4 295
- North East - 4 085
- Pleasant Hills - 3 998
- Delmar - 3 798
- Grasonville - 3 474
- Princess Anne - 3 446
- Jarrettsville - 2 888
- Federalsburg - 2 833
- Rising Sun - 2 740

## Historique de vote
| Années | Poste     | Résultats              |
| ------ | --------- | ---------------------- |
| 2008   | Président | McCain 59,0 % – 38,0 % |
| 2012   | Président | Romney 60,0 % – 37,0 % |
| 2016   | Président | Trump 61,0 % – 33,0 %  |
| 2020   | Président | Trump 59,0 % – 39,0 %  |

## Liste des Représentants du district
| Membre                         | Parti               | Années                              | Congrès     | Histoire électorale | Zone géographique |
| ------------------------------ | ------------------- | ----------------------------------- | ----------- | --- | --- |
| District établi le 4 mars 1789 |                     |                                     |             | | |
| Michael J. Stone (en)          | Anti-Administration | 4 mars 1789 - 3 mars 1791           | 1er         | Élu en 1789. perd sa réélection. | 1789–1833 Calvert, Charles et St. Mary |
| Philip Key (en)                | Pro Administration  | 4 mars 1791 - 3 mars 1793           | 2e          | Élu en 1790. perd sa réélection. | 1789–1833 Calvert, Charles et St. Mary |
| George Dent (en)               | Pro Administration  | 4 mars 1793 - 3 mars 1795           | 3e - 6e     | Élu en 1792. Réélu en 1794. Réélu en 1796. Réélu en 1798. Retrait. | 1789–1833 Calvert, Charles et St. Mary |
| George Dent (en)               | Fédéraliste         | 4 mars 1795 - 3 mars 1801           | 3e - 6e     | Élu en 1792. Réélu en 1794. Réélu en 1796. Réélu en 1798. Retrait. | 1789–1833 Calvert, Charles et St. Mary |
| John Campbell (en)             | Fédéraliste         | 4 mars 1801 - 3 mars 1811           | 7e - 11e    | Élu en 1801. Réélu en 1803. Réélu en 1804. Réélu en 1806. Réélu en 1808. Retrait. | 1789–1833 Calvert, Charles et St. Mary |
| Philip Stuart (en)             | Fédéraliste         | 4 mars 1811 - 3 mars 1819           | 12e - 15e   | Élu en 1810. Réélu en 1812. Réélu en 1814. Réélu en 1816. Retrait. | 1789–1833 Calvert, Charles et St. Mary |
| Raphael Neale (en)             | Fédéraliste         | 4 mars 1819 - 3 mars 1825           | 16e - 18e   | Élu en 1818. Réélu en 1820. Réélu en 1822. perd sa réélection. | 1789–1833 Calvert, Charles et St. Mary |
| Clement Dorsey (en)            | Anti-Jacksonien     | 4 mars 1825 - 3 mars 1831           | 19e - 21e   | Élu en 1824. Réélu en 1826. Réélu en 1829. Retrait. | 1789–1833 Calvert, Charles et St. Mary |
| Daniel Jenifer (en)            | Anti-Jacksonien     | 4 mars 1831 - 3 mars 1833           | 22e         | Élu en 1831. | 1789–1833 Calvert, Charles et St. Mary |
| Littleton Purnell Dennis (en)  | Anti-Jacksonien     | 4 mars 1833 - 14 avril 1834         | 23e         | Élu en 1833. Décès. | 1833–1843 Dorchester, Somerset et Worcester |
| Vacant                         | Vacant              | 14 avril 1834 - 29 mai 1834         | 23e         | | 1833–1843 Dorchester, Somerset et Worcester |
| John N. Steele (en)            | Anti-Jacksonien     | 29 mai 1834 - 3 mars 1837           | 23e , 24e   | Élu pour terminer le mandat de Dennis. Réélu en 1835. | 1833–1843 Dorchester, Somerset et Worcester |
| John Dennis (en)               | Whig                | 4 mars 1837 - 3 mars 1841           | 25e , 26e   | Élu en 1837. Réélu en 1839. | 1833–1843 Dorchester, Somerset et Worcester |
| Isaac D. Jones (en)            | Whig                | 4 mars 1841 - 3 mars 1843           | 27e         | Élu en 1841. | 1833–1843 Dorchester, Somerset et Worcester |
| John Causin (en)               | Whig                | 4 mars 1843 - 3 mars 1845           | 28e         | Élu en 1844. | 1843–1853 Anne Arundel (sauf le District d'Howard), Calvert, Charles, Montogmery, Prince George et St. Mary |
| John G. Chapman (en)           | Whig                | 4 mars 1845 - 3 mars 1849           | 29e , 30e   | Élu en 1845. Réélu en 1847. | 1843–1853 Anne Arundel (sauf le District d'Howard), Calvert, Charles, Montogmery, Prince George et St. Mary |
| Richard Bowie (en)             | Whig                | 4 mars 1849 - 3 mars 1853           | 31e , 32e   | Élu en 1849. Réélu en 1851. | 1843–1853 Anne Arundel (sauf le District d'Howard), Calvert, Charles, Montogmery, Prince George et St. Mary |
| John R. Franklin (en)          | Whig                | 4 mars 1853 - 3 mars 1855           | 33e         | Élu en 1853. | 1853–1863 Caroline, Dorchester, Queen Anne, Somerset, Talbot et Worcester |
| James A. Stewart (en)          | Démocrate           | 4 mars 1855 - 3 mars 1861           | 34e - 36e   | Élu en 1855. Réélu en 1857. Réélu en 1859. | 1853–1863 Caroline, Dorchester, Queen Anne, Somerset, Talbot et Worcester |
| John W. Crisfield (en)         | Unioniste           | 4 mars 1861 - 3 mars 1863           | 37e         | Élu en 1861. | 1853–1863 Caroline, Dorchester, Queen Anne, Somerset, Talbot et Worcester |
| John A. J. Creswell (en)       | Républicain         | 4 mars 1863 - 3 mars 1865           | 38e         | Élu en 1863 | 1863–1873 Caroline, Cecil, Dorchester, Kent, Queen Anne, Somerset, Talbot et Worcester |
| Hiram McCullough (en)          | Démocrate           | 4 mars 1865 - 3 mars 1869           | 39e , 40e   | Élu en 1864. Réélu en 1866. | 1863–1873 Caroline, Cecil, Dorchester, Kent, Queen Anne, Somerset, Talbot et Worcester |
| Samuel Hambleton (en)          | Démocrate           | 4 mars 1869 - 3 mars 1873           | 41e , 42e   | Élu en 1868. Réélu en 1870. | 1863–1873 Caroline, Cecil, Dorchester, Kent, Queen Anne, Somerset, Talbot et Worcester |
| Ephraim King Wilson II (en)    | Démocrate           | 4 mars 1873 - 3 mars 1875           | 43e         | Élu en 1872 | 1873–1883 Caroline, Dorchester, Kent, Queen Anne, Somerset, Talbot et Wicomico |
| Philip Thomas (en)             | Démocrate           | 4 mars 1875 - 3 mars 1877           | 44e         | Élu en 1874. | 1873–1883 Caroline, Dorchester, Kent, Queen Anne, Somerset, Talbot et Wicomico |
| Daniel M. Henry (en)           | Démocrate           | 4 mars 1877 - 3 mars 1881           | 45e , 46e   | Élu en 1876. Réélu en 1878. | 1873–1883 Caroline, Dorchester, Kent, Queen Anne, Somerset, Talbot et Wicomico |
| George W. Covington (en)       | Démocrate           | 4 mars 1881 - 3 mars 1885           | 47e , 48e   | Élu en 1880. Réélu en 1882. Retrait. | 1873–1883 Caroline, Dorchester, Kent, Queen Anne, Somerset, Talbot et Wicomico |
| George W. Covington (en)       | Démocrate           | 4 mars 1881 - 3 mars 1885           | 47e , 48e   | Élu en 1880. Réélu en 1882. Retrait. | 1883–1893 |
| Charles H. Gibson (en)         | Démocrate           | 4 mars 1885 - 3 mars 1891           | 49e - 51e   | Élu en 1884. Réélu en 1886. Réélu en 1888. Retrait. | |
| Henry Page (en)                | Démocrate           | 4 mars 1891 - 3 septembre 1892      | 52e         | Élu en 1890. Démissionne pour devenir Juge de la Cour d'Appel du Maryland. | |
| Vacant                         | Vacant              | 3 septembre 1892 - 8 novembre 1892  | 52e         | | |
| John B. Brown (en)             | Démocrate           | 8 novembre 1892 - 3 mars 1893       | 52e         | Élu pour terminer le mandat de Page. Retrait. | |
| Robert Brattan (en)            | Démocrate           | 4 mars 1893 - 10 mai 1894           | 53e         | Élu en 1892. Décès. | 1893–1903 |
| Vacant                         | Vacant              | 10 mai 1894 - 6 novembre 1894       | 53e         | | 1893–1903 |
| Winder Laird Henry (en)        | Démocrate           | 6 novembre 1894 - 3 mars 1895       | 53e         | Élu pour terminer le mandat de Brattan. Retrait. | 1893–1903 |
| Johsua W. Miles (en)           | Démocrate           | 4 mars 1895 - 3 mars 1897           | 54e         | Élu en 1894. perd sa réélection. | 1893–1903 |
| Isaac A. Barber (en)           | Républicain         | 4 mars 1897 - 3 mars 1899           | 55e         | Élu en 1896. | 1893–1903 |
| John Walter Smith (en)         | Démocrate           | 4 mars 1899 - 12 janvier 1900       | 56e         | Élu en 1898. Démissionne pour devenir Gouverneur du Maryland. | 1893–1903 |
| Vacant                         | Vacant              | 12 janvier 1900 - 6 novembre 1900   | 56e         | | 1893–1903 |
| Josiah L. Kerr (en)            | Républicain         | 6 novembre 1900 - 3 mars 1901       | 56e         | Élu pour terminer le mandat de Smith. | 1893–1903 |
| William Humphreys Jackson (en) | Républicain         | 4 mars 1901 - 3 mars 1905           | 57e , 58e   | Élu en 1900. Réélu en 1902. perd sa réélection. | 1893–1903 |
| William Humphreys Jackson (en) | Républicain         | 4 mars 1901 - 3 mars 1905           | 57e , 58e   | Élu en 1900. Réélu en 1902. perd sa réélection. | 1903–1913 Caroline, Cecil, Dorchester, Kent, Queen Anne, Somerset, Talbot, Wicomico et Worcester |
| Thomas A. Smith (en)           | Démocrate           | 4 mars 1905 - 3 mars 1907           | 59e         | Élu en 1904. perd sa réélection. | |
| William Humphreys (en)         | Républicain         | 4 mars 1907 - 3 mars 1909           | 60e         | Élu en 1906. perd sa réélection. | |
| J. Harry Convington (en)       | Démocrate           | 4 mars 1909 - 30 septembre 1914     | 61e - 63e   | Élu en 1908. Réélu en 1910. Réélu en 1912. Démissionne pour pratiquer le droit à Washington D.C. | |
| J. Harry Convington (en)       | Démocrate           | 4 mars 1909 - 30 septembre 1914     | 61e - 63e   | Élu en 1908. Réélu en 1910. Réélu en 1912. Démissionne pour pratiquer le droit à Washington D.C. | 1913–1933 Caroline, Cecil, Dorchester, Kent, Queen Anne, Somerset, Talbot, Wicomico et Worcester |
| Vacant                         | Vacant              | 30 septembre 1914 - 3 novembre 1914 | 63e         | | |
| Jesse Price (en)               | Démocrate           | 3 novembre 1914 - 3 mars 1919       | 63e - 65e   | Élu pour terminer le mandat de Covington. Réélu en 1914. Réélu en 1916. perd sa réélection | |
| William N. Andrews (en)        | Républicain         | 4 mars 1919 - 3 mars 1921           | 66e         | Élu en 1918. perd sa réélection. | |
| Thomas Alan Goldsborough (en)  | Démocrate           | 4 mars 1921 - 5 avril 1939          | 67e - 76e   | Élu en 1920. Réélu en 1922. Réélu en 1924. Réélu en 1926. Réélu en 1928. Réélu en 1930. Réélu en 1932. Réélu en 1934. Réélu en 1936. Réélu en 1938. Démissionne pour devenir Juge Assesseur de la Cour de District du District de Columbia. | |
| Thomas Alan Goldsborough (en)  | Démocrate           | 4 mars 1921 - 5 avril 1939          | 67e - 76e   | Élu en 1920. Réélu en 1922. Réélu en 1924. Réélu en 1926. Réélu en 1928. Réélu en 1930. Réélu en 1932. Réélu en 1934. Réélu en 1936. Réélu en 1938. Démissionne pour devenir Juge Assesseur de la Cour de District du District de Columbia. | 1933–1943 |
| Vacant                         | Vacant              | 5 avril 1939 - 8 juin 1939          | 76e         | | |
| David Jenkins Ward (en)        | Démocrate           | 8 juin 1939 - 3 janvier 1945        | 76e - 78e   | Élu pour terminer le mandat de Goldsborough. Réélu en 1940. Réélu en 1942. perd sa réélection. | |
| David Jenkins Ward (en)        | Démocrate           | 8 juin 1939 - 3 janvier 1945        | 76e - 78e   | Élu pour terminer le mandat de Goldsborough. Réélu en 1940. Réélu en 1942. perd sa réélection. | 1943–1953 |
| Dudley Roe (en)                | Démocrate           | 3 janvier 1945 - 3 janvier 1947     | 79e         | Élu en 1944. perd sa réélection. | |
| Edward T. Miller (en)          | Républicain         | 3 janvier 1947 - 3 janvier 1959     | 80e - 85e   | Élu en 1946. Réélu en 1948. Réélu en 1950. Réélu en 1952. Réélu en 1954. Réélu en 1956. perd sa réélection. | |
| Edward T. Miller (en)          | Républicain         | 3 janvier 1947 - 3 janvier 1959     | 80e - 85e   | Élu en 1946. Réélu en 1948. Réélu en 1950. Réélu en 1952. Réélu en 1954. Réélu en 1956. perd sa réélection. | 1953–1963 |
| Thomas F. Johnson (en)         | Démocrate           | 3 janvier 1959 - 3 janvier 1963     | 86e , 87e   | Élu en 1958. Réélu en 1960. perd sa réélection. | |
| Rogers Morton                  | Républicain         | 3 janvier 1963 - 29 janvier 1971    | 88e - 92e   | Élu en 1962. Réélu en 1964. Réélu en 1966. Réélu en 1968. Réélu en 1970. Démissionne pour devenir Secrétaire d'État à l'Intérieur. | 1963–1973 Caroline, Cecil, Dorchester, Kent, Queen Anne, Somerset, Talbot, Wicomico, Worcester et une partie de Baltimore                                                                                      |
| Vacant                         | Vacant              | 29 janvier 1971 - 25 mai 1971       | 92e         | | 1963–1973 Caroline, Cecil, Dorchester, Kent, Queen Anne, Somerset, Talbot, Wicomico, Worcester et une partie de Baltimore                                                                                      |
| William O. Mills (en)          | Républicain         | 25 mai 1971 - 24 mai 1973           | 92e , 93e   | Élu pour terminer le mandat de Morton. Réélu en 1972. Décède par suicide. | 1963–1973 Caroline, Cecil, Dorchester, Kent, Queen Anne, Somerset, Talbot, Wicomico, Worcester et une partie de Baltimore                                                                                      |
| William O. Mills (en)          | Républicain         | 25 mai 1971 - 24 mai 1973           | 92e , 93e   | Élu pour terminer le mandat de Morton. Réélu en 1972. Décède par suicide. | 1973–1983 Caroline, Cecil, Dorchester, Kent, Queen Anne, Somerset, Talbot, Wicomico, Worcester, Anne Arundel, Calvert, Charles, St. Mary, et une partie du Comté de Baltimore ainsi que de Baltimore elle-même |
| Vacant                         | Vacant              | 24 mai 1973 - 21 août 1973          | 93e         | | |
| Robert Bauman                  | Républicain         | 21 août 1973 - 3 janvier 1981       | 93e - 96e   | Élu pour terminer le mandat de Mills. Réélu en 1974. Réélu en 1976. Réélu en 1978. perd sa réélection. | |
| Roy Dyson (en)                 | Démocrate           | 3 janvier 1981 - 3 janvier 1991     | 97e - 101e  | Élu en 1980. Réélu en 1982. Réélu en 1984. Réélu en 1986. Réélu en 1988. perd sa réélection. | |
| Roy Dyson (en)                 | Démocrate           | 3 janvier 1981 - 3 janvier 1991     | 97e - 101e  | Élu en 1980. Réélu en 1982. Réélu en 1984. Réélu en 1986. Réélu en 1988. perd sa réélection. | 1983–1993 |
| Wayne Gilchrest (en)           | Républicain         | 3 janvier 1991 - 3 janvier 2009     | 102e - 110e | Élu en 1990. Réélu en 1992. Réélu en 1994. Réélu en 1996. Réélu en 1998. Réélu en 2000. Réélu en 2002. Réélu en 2004. Réélu en 2006. perd sa renomination.                                                                                  | |
| Wayne Gilchrest (en)           | Républicain         | 3 janvier 1991 - 3 janvier 2009     | 102e - 110e | Élu en 1990. Réélu en 1992. Réélu en 1994. Réélu en 1996. Réélu en 1998. Réélu en 2000. Réélu en 2002. Réélu en 2004. Réélu en 2006. perd sa renomination.                                                                                  | 1993–2003 |
| Wayne Gilchrest (en)           | Républicain         | 3 janvier 1991 - 3 janvier 2009     | 102e - 110e | Élu en 1990. Réélu en 1992. Réélu en 1994. Réélu en 1996. Réélu en 1998. Réélu en 2000. Réélu en 2002. Réélu en 2004. Réélu en 2006. perd sa renomination.                                                                                  | 2003–2013 Caroline, Cecil, Dorchester, Kent, Queen Anne, Somerset, Talbot, Wicomico, Worcester et des parties d'Anne Arundel et Baltimore.                                                                     |
| Frank Kratovil                 | Démocrate           | 3 janvier 2009 - 3 janvier 2011     | 111e        | Élu en 2008. perd sa réélection. | |
| Andy Harris                    | Républicain         | 3 janvier 2011 - Présent            | 112e - 118e | Élu en 2010. Réélu en 2012. Réélu en 2014. Réélu en 2016. Réélu en 2018. Réélu en 2020. Réélu en 2022. Réélu en 2024. | |
| Andy Harris                    | Républicain         | 3 janvier 2011 - Présent            | 112e - 118e | Élu en 2010. Réélu en 2012. Réélu en 2014. Réélu en 2016. Réélu en 2018. Réélu en 2020. Réélu en 2022. Réélu en 2024. | 2013–2023 |
| Andy Harris                    | Républicain         | 3 janvier 2011 - Présent            | 112e - 118e | Élu en 2010. Réélu en 2012. Réélu en 2014. Réélu en 2016. Réélu en 2018. Réélu en 2020. Réélu en 2022. Réélu en 2024. | 2023–Présent |

## Liste des récentes élections dans le district
Voici les résultats des dix précédents cycles électoraux dans le district.

### 2004
| Élection de 2004 du 1er district congressionnel du Maryland | Élection de 2004 du 1er district congressionnel du Maryland | Élection de 2004 du 1er district congressionnel du Maryland | Élection de 2004 du 1er district congressionnel du Maryland | Élection de 2004 du 1er district congressionnel du Maryland |
| ----------------------------------------------------------- | ----------------------------------------------------------- | ----------------------------------------------------------- | ----------------------------------------------------------- | ----------------------------------------------------------- |
| Parti                                                       | Parti                                                       | Candidat                                                    | Votes                                                       | %                                                           |
|                                                             | Républicain                                                 | Wayne Gilchrest (en) (sortant)                              | 245 149                                                     | 75,89                                                       |
|                                                             | Démocrate                                                   | Kostas Alexakis                                             | 77 872                                                      | 24,11                                                       |
| Total des votes                                             | Total des votes                                             | Total des votes                                             | 323 021                                                     | 100 %                                                       |
|                                                             | Les Républicains conservent                                 |                                                             |                                                             |                                                             |

### 2006
| Élection de 2006 du 1er district congressionnel du Maryland | Élection de 2006 du 1er district congressionnel du Maryland | Élection de 2006 du 1er district congressionnel du Maryland | Élection de 2006 du 1er district congressionnel du Maryland | Élection de 2006 du 1er district congressionnel du Maryland |
| ----------------------------------------------------------- | ----------------------------------------------------------- | ----------------------------------------------------------- | ----------------------------------------------------------- | ----------------------------------------------------------- |
| Parti                                                       | Parti                                                       | Candidat                                                    | Votes                                                       | %                                                           |
|                                                             | Républicain                                                 | Wayne Gilchrest (en) (sortant)                              | 185 177                                                     | 68,80                                                       |
|                                                             | Démocrate                                                   | Jim Corwin                                                  | 83 738                                                      | 31,11                                                       |
|                                                             | Write-In                                                    | Write-In                                                    | 232                                                         | 0,09                                                        |
| Total des votes                                             | Total des votes                                             | Total des votes                                             | 269 147                                                     | 100 %                                                       |
|                                                             | Les Républicains conservent                                 |                                                             |                                                             |                                                             |

### 2008
| Élection de 2008 du 1er district congressionnel du Maryland | Élection de 2008 du 1er district congressionnel du Maryland | Élection de 2008 du 1er district congressionnel du Maryland | Élection de 2008 du 1er district congressionnel du Maryland | Élection de 2008 du 1er district congressionnel du Maryland |
| ----------------------------------------------------------- | ----------------------------------------------------------- | ----------------------------------------------------------- | ----------------------------------------------------------- | ----------------------------------------------------------- |
| Parti                                                       | Parti                                                       | Candidat                                                    | Votes                                                       | %                                                           |
|                                                             | Démocrate                                                   | Frank Kratovil                                              | 177 065                                                     | 49,12                                                       |
|                                                             | Républicain                                                 | Andy Harris                                                 | 174 213                                                     | 48,33                                                       |
|                                                             | Libertarien                                                 | Richard J. Davis                                            | 8 873                                                       | 2,46                                                        |
|                                                             | No Party                                                    | Write-Ins                                                   | 329                                                         | 0,09                                                        |
| Total des votes                                             | Total des votes                                             | Total des votes                                             | 360 480                                                     | 100 %                                                       |
|                                                             | Les Démocrates prennent aux Républicains                    |                                                             |                                                             |                                                             |

### 2010
| Élection de 2010 du 1er district congressionnel du Maryland | Élection de 2010 du 1er district congressionnel du Maryland | Élection de 2010 du 1er district congressionnel du Maryland | Élection de 2010 du 1er district congressionnel du Maryland | Élection de 2010 du 1er district congressionnel du Maryland |
| ----------------------------------------------------------- | ----------------------------------------------------------- | ----------------------------------------------------------- | ----------------------------------------------------------- | ----------------------------------------------------------- |
| Parti                                                       | Parti                                                       | Candidat                                                    | Votes                                                       | %                                                           |
|                                                             | Républicain                                                 | Andrew P. Harris                                            | 155 118                                                     | 54,08                                                       |
|                                                             | Démocrate                                                   | Frank Kratovil (sortant)                                    | 120 400                                                     | 41,98                                                       |
|                                                             | Libertarien                                                 | Richard J. Davis                                            | 10 876                                                      | 3,79                                                        |
|                                                             | No Party                                                    | Write-Ins                                                   | 418                                                         | 0,15                                                        |
| Total des votes                                             | Total des votes                                             | Total des votes                                             | 286 812                                                     | 100 %                                                       |
|                                                             | Les Républicains prennent aux Démocrates                    |                                                             |                                                             |                                                             |

### 2012
| Élection de 2012 du 1er district congressionnel du Maryland | Élection de 2012 du 1er district congressionnel du Maryland | Élection de 2012 du 1er district congressionnel du Maryland | Élection de 2012 du 1er district congressionnel du Maryland | Élection de 2012 du 1er district congressionnel du Maryland |
| ----------------------------------------------------------- | ----------------------------------------------------------- | ----------------------------------------------------------- | ----------------------------------------------------------- | ----------------------------------------------------------- |
| Parti                                                       | Parti                                                       | Candidat                                                    | Votes                                                       | %                                                           |
|                                                             | Républicain                                                 | Andrew P. Harris (sortant)                                  | 214 204                                                     | 63,4                                                        |
|                                                             | Démocrate                                                   | Wendy Rosen                                                 | 92 812                                                      | 27,5                                                        |
|                                                             | Démocrate                                                   | John LaFerla (write-in)                                     | 14 858                                                      | 4,4                                                         |
|                                                             | Libertarien                                                 | Muir Wayne Boda                                             | 12 857                                                      | 3,8                                                         |
|                                                             | No Party                                                    | Autres (write-in)                                           | 3 029                                                       | 0,9                                                         |
| Total des votes                                             | Total des votes                                             | Total des votes                                             | 337 760                                                     | 100 %                                                       |
|                                                             | Les Républicains conservent                                 |                                                             |                                                             |                                                             |

### 2014
| Élection de 2014 du 1er district congressionnel du Maryland | Élection de 2014 du 1er district congressionnel du Maryland | Élection de 2014 du 1er district congressionnel du Maryland | Élection de 2014 du 1er district congressionnel du Maryland | Élection de 2014 du 1er district congressionnel du Maryland |
| ----------------------------------------------------------- | ----------------------------------------------------------- | ----------------------------------------------------------- | ----------------------------------------------------------- | ----------------------------------------------------------- |
| Parti                                                       | Parti                                                       | Candidat                                                    | Votes                                                       | %                                                           |
|                                                             | Républicain                                                 | Andrew P. Harris (sortant)                                  | 176 324                                                     | 70,4                                                        |
|                                                             | Démocrate                                                   | Bill Tilghman                                               | 73 843                                                      | 29,5                                                        |
|                                                             | No Party                                                    | Autres (write-in)                                           | 233                                                         | 0,1                                                         |
| Total des votes                                             | Total des votes                                             | Total des votes                                             | 250 418                                                     | 100 %                                                       |
|                                                             | Les Républicains conservent                                 |                                                             |                                                             |                                                             |

### 2016
| Élection de 2016 du 1er district congressionnel du Maryland | Élection de 2016 du 1er district congressionnel du Maryland | Élection de 2016 du 1er district congressionnel du Maryland | Élection de 2016 du 1er district congressionnel du Maryland | Élection de 2016 du 1er district congressionnel du Maryland |
| ----------------------------------------------------------- | ----------------------------------------------------------- | ----------------------------------------------------------- | ----------------------------------------------------------- | ----------------------------------------------------------- |
| Parti                                                       | Parti                                                       | Candidat                                                    | Votes                                                       | %                                                           |
|                                                             | Républicain                                                 | Andrew P. Harris (sortant)                                  | 242 574                                                     | 67,0                                                        |
|                                                             | Démocrate                                                   | Joe Werner                                                  | 103 622                                                     | 28,6                                                        |
|                                                             | Libertarien                                                 | Matt Beers                                                  | 15 370                                                      | 4,2                                                         |
|                                                             | No Party                                                    | Autres (write-in)                                           | 531                                                         | 0,1                                                         |
| Total des votes                                             | Total des votes                                             | Total des votes                                             | 362 097                                                     | 100 %                                                       |
|                                                             | Les Républicains conservent                                 |                                                             |                                                             |                                                             |

### 2018
| Élection de 2018 du 1er district congressionnel du Maryland | Élection de 2018 du 1er district congressionnel du Maryland | Élection de 2018 du 1er district congressionnel du Maryland | Élection de 2018 du 1er district congressionnel du Maryland | Élection de 2018 du 1er district congressionnel du Maryland |
| ----------------------------------------------------------- | ----------------------------------------------------------- | ----------------------------------------------------------- | ----------------------------------------------------------- | ----------------------------------------------------------- |
| Parti                                                       | Parti                                                       | Candidat                                                    | Votes                                                       | %                                                           |
|                                                             | Républicain                                                 | Andrew P. Harris (sortant)                                  | 183 662                                                     | 60,0                                                        |
|                                                             | Démocrate                                                   | Jesse Colvin                                                | 116 631                                                     | 38,1                                                        |
|                                                             | Libertarien                                                 | Jenica Martin                                               | 5 744                                                       | 1,9                                                         |
|                                                             | No Party                                                    | Autres (write-in)                                           | 149                                                         | 0,0                                                         |
| Total des votes                                             | Total des votes                                             | Total des votes                                             | 306 186                                                     | 100 %                                                       |
|                                                             | Les Républicains conservent                                 |                                                             |                                                             |                                                             |

### 2020
| Élection de 2020 du 1er district congressionnel du Maryland | Élection de 2020 du 1er district congressionnel du Maryland | Élection de 2020 du 1er district congressionnel du Maryland | Élection de 2020 du 1er district congressionnel du Maryland | Élection de 2020 du 1er district congressionnel du Maryland |
| ----------------------------------------------------------- | ----------------------------------------------------------- | ----------------------------------------------------------- | ----------------------------------------------------------- | ----------------------------------------------------------- |
| Parti                                                       | Parti                                                       | Candidat                                                    | Votes                                                       | %                                                           |
|                                                             | Républicain                                                 | Andrew P. Harris (sortant)                                  | 250 901                                                     | 63,4                                                        |
|                                                             | Démocrate                                                   | Mia Mason                                                   | 143 877                                                     | 36,4                                                        |
|                                                             | Write-In                                                    | Write-In                                                    | 746                                                         | 0.2                                                         |
| Total des votes                                             | Total des votes                                             | Total des votes                                             | 395 524                                                     | 100 %                                                       |
|                                                             | Les Républicains conservent                                 |                                                             |                                                             |                                                             |

### 2022
| Primaire républicaine de 2022 du 1er district congressionnel du Maryland | Primaire républicaine de 2022 du 1er district congressionnel du Maryland | Primaire républicaine de 2022 du 1er district congressionnel du Maryland | Primaire républicaine de 2022 du 1er district congressionnel du Maryland | Primaire républicaine de 2022 du 1er district congressionnel du Maryland |
| ------------------------------------------------------------------------ | ------------------------------------------------------------------------ | ------------------------------------------------------------------------ | ------------------------------------------------------------------------ | ------------------------------------------------------------------------ |
| Parti                                                                    | Parti                                                                    | Candidat                                                                 | Votes                                                                    | %                                                                        |
|                                                                          | Républicain                                                              | Andrew P. Harris (sortant)                                               | 67 933                                                                   | 100                                                                      |

| Primaire démocrate de 2022 du 1er district congressionnel du Maryland | Primaire démocrate de 2022 du 1er district congressionnel du Maryland | Primaire démocrate de 2022 du 1er district congressionnel du Maryland | Primaire démocrate de 2022 du 1er district congressionnel du Maryland | Primaire démocrate de 2022 du 1er district congressionnel du Maryland |
| --------------------------------------------------------------------- | --------------------------------------------------------------------- | --------------------------------------------------------------------- | --------------------------------------------------------------------- | --------------------------------------------------------------------- |
| Parti                                                                 | Parti                                                                 | Candidat                                                              | Votes                                                                 | %                                                                     |
|                                                                       | Démocrate                                                             | Heather Mizeur                                                        | 34 546                                                                | 68,8                                                                  |
|                                                                       | Démocrate                                                             | Dave Harden                                                           | 15 683                                                                | 31,2                                                                  |

| Élection de 2022 du 1er district congressionnel du Maryland | Élection de 2022 du 1er district congressionnel du Maryland | Élection de 2022 du 1er district congressionnel du Maryland | Élection de 2022 du 1er district congressionnel du Maryland | Élection de 2022 du 1er district congressionnel du Maryland |
| ----------------------------------------------------------- | ----------------------------------------------------------- | ----------------------------------------------------------- | ----------------------------------------------------------- | ----------------------------------------------------------- |
| Parti                                                       | Parti                                                       | Candidat                                                    | Votes                                                       | %                                                           |
|                                                             | Républicain                                                 | Andrew P. Harris (sortant)                                  | 159 673                                                     | 54,4                                                        |
|                                                             | Démocrate                                                   | Heather Mizeur                                              | 126 511                                                     | 43,1                                                        |
|                                                             | Libertarien                                                 | Daniel Thibeault                                            | 6 924                                                       | 2,4                                                         |
|                                                             | No Party                                                    | Autres                                                      | 250                                                         | 0,1                                                         |
| Total des votes                                             | Total des votes                                             | Total des votes                                             | 293 358                                                     | 100 %                                                       |
|                                                             | Les Républicains conservent                                 |                                                             |                                                             |                                                             |

### 2024
| Primaire républicaine de 2024 du 1er district congressionnel du Maryland | Primaire républicaine de 2024 du 1er district congressionnel du Maryland | Primaire républicaine de 2024 du 1er district congressionnel du Maryland | Primaire républicaine de 2024 du 1er district congressionnel du Maryland | Primaire républicaine de 2024 du 1er district congressionnel du Maryland |
| ------------------------------------------------------------------------ | ------------------------------------------------------------------------ | ------------------------------------------------------------------------ | ------------------------------------------------------------------------ | ------------------------------------------------------------------------ |
| Parti                                                                    | Parti                                                                    | Candidat                                                                 | Votes                                                                    | %                                                                        |
|                                                                          | Républicain                                                              | Andrew P. Harris (sortant)                                               | 57 010                                                                   | 77,4                                                                     |
|                                                                          | Républicain                                                              | Chris Bruneau                                                            | 11 946                                                                   | 16,2                                                                     |
|                                                                          | Républicain                                                              | Michael Scott Lemon                                                      | 4 714                                                                    | 6,4                                                                      |

| Primaire Démocrate de 2024 du 1er district congressionnel du Maryland | Primaire Démocrate de 2024 du 1er district congressionnel du Maryland | Primaire Démocrate de 2024 du 1er district congressionnel du Maryland | Primaire Démocrate de 2024 du 1er district congressionnel du Maryland | Primaire Démocrate de 2024 du 1er district congressionnel du Maryland |
| --------------------------------------------------------------------- | --------------------------------------------------------------------- | --------------------------------------------------------------------- | --------------------------------------------------------------------- | --------------------------------------------------------------------- |
| Parti                                                                 | Parti                                                                 | Candidat                                                              | Votes                                                                 | %                                                                     |
|                                                                       | Démocrate                                                             | Blane Miller                                                          | 26 845                                                                | 60,8                                                                  |
|                                                                       | Démocrate                                                             | Blessing Oluwadare                                                    | 17 289                                                                | 39,2                                                                  |

| Élection de 2024 du 1er district congressionnel du Maryland | Élection de 2024 du 1er district congressionnel du Maryland | Élection de 2024 du 1er district congressionnel du Maryland | Élection de 2024 du 1er district congressionnel du Maryland | Élection de 2024 du 1er district congressionnel du Maryland |
| ----------------------------------------------------------- | ----------------------------------------------------------- | ----------------------------------------------------------- | ----------------------------------------------------------- | ----------------------------------------------------------- |
| Parti                                                       | Parti                                                       | Candidat                                                    | Votes                                                       | %                                                           |
|                                                             | Républicain                                                 | Andrew P. Harris (sortant)                                  | 246 356                                                     | 59,41                                                       |
|                                                             | Démocrate                                                   | Blane Miller                                                | 154 985                                                     | 37,37                                                       |
|                                                             | Libertarien                                                 | Joshua O'Brien                                              | 12 664                                                      | 3,05                                                        |
| Total des votes                                             | Total des votes                                             | Total des votes                                             | 414 680                                                     | 100 %                                                       |
|                                                             | Les Républicains conservent                                 |                                                             |                                                             |                                                             |